# José Serrato
José Serrato Bergeróo (Montevideo, 30 settembre 1868 – Montevideo, 7 settembre 1960) è stato un economista, ingegnere e politico uruguaiano.

## Biografia

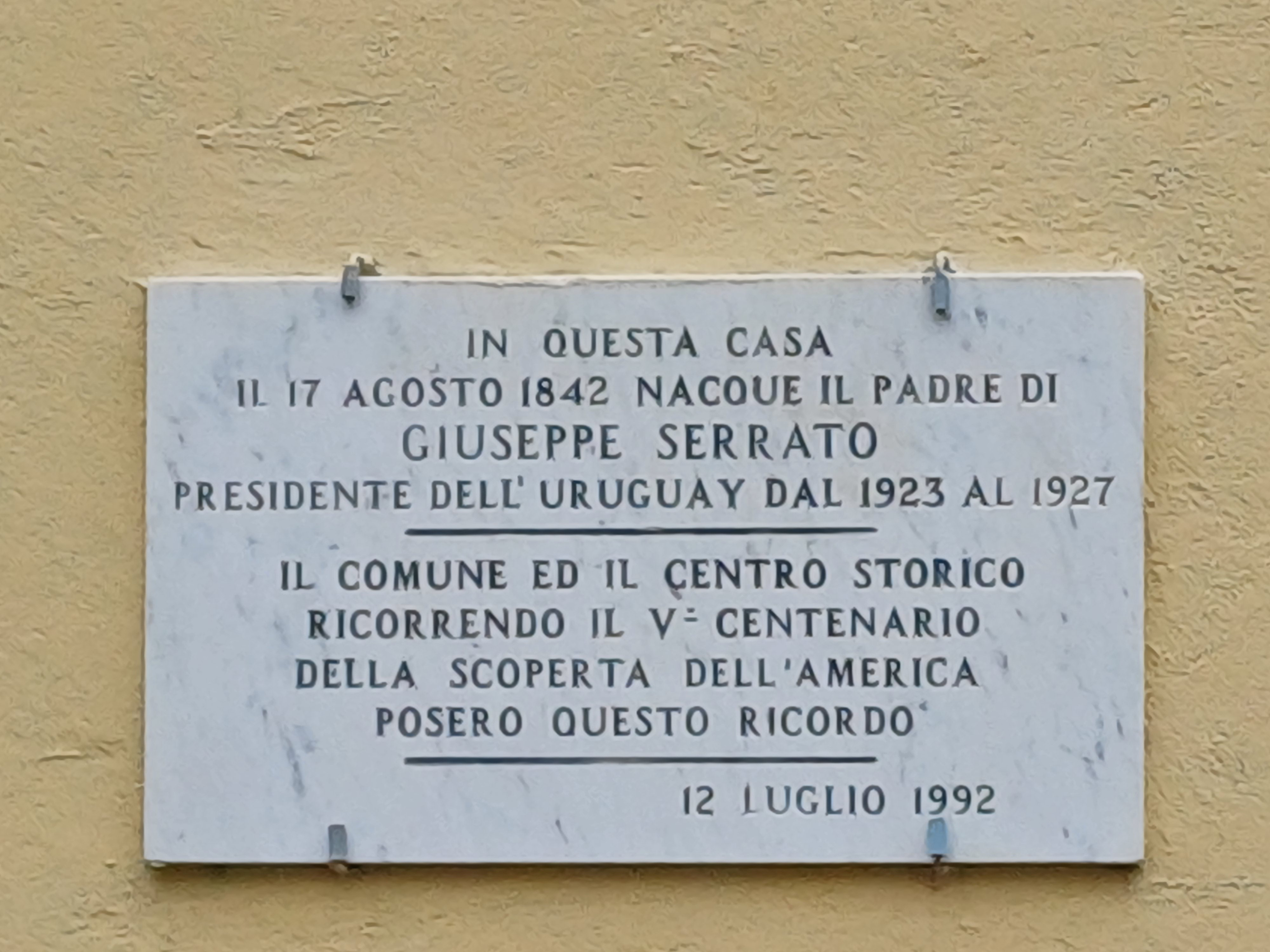
Targa a memoria della nascita del padre di José Serrato, Giustenice

È stato Presidente dell'Uruguay dal 1º marzo 1923 al 1º marzo 1927.
La sua famiglia era originaria di Giustenice, in provincia di Savona.